# Arondismentul Gex
Arondismentul Gex (în franceză Arrondissement de Gex) este un arondisment din departamentul Ain, regiunea Rhône-Alpes, Franța.

## Subdiviziuni

### Cantoane
- Cantonul Collonges
- Cantonul Ferney-Voltaire
- Cantonul Gex

### Comune
| 1. Cessy (01071)     | 2. Challex (01078)              | 3. Chevry (01103)                  | 4. Chézery-Forens (01104)    |
| 5. Collonges (01109) | 6. Confort (01114)              | 7. Crozet (01135)                  | 8. Divonne-les-Bains (01220) |
| 9. Échenevex (01153) | 10. Farges (01158)              | 11. Ferney-Voltaire (01160)        | 12. Gex (01173)              |
| 13. Grilly (01180)   | 14. Lancrans (01205)            | 15. Léaz (01209)                   | 16. Lélex (01210)            |
| 17. Mijoux (01247)   | 18. Ornex (01281)               | 19. Pougny (01308)                 | 20. Prévessin-Moëns (01313)  |
| 21. Péron (01288)    | 22. Saint-Genis-Pouilly (01354) | 23. Saint-Jean-de-Gonville (01360) | 24. Sauverny (01397)         |
| 25. Sergy (01401)    | 26. Ségny (01399)               | 27. Thoiry (01419)                 | 28. Versonnex (01435)        |
| 29. Vesancy (01436)  |                                 |                                    |                              |